# Harry and the Potters (album)
Harry and the Potters è il primo album della wizard rock band Harry and the Potters; venne registrato dallo stesso gruppo in casa loro tra l'aprile e il maggio 2003; hanno aiutato: Ernie, un amico dei due componenti alla batteria e un altro amico, Georg, come produttore artistico.

## Tracce
1. I am a Wizard
2. Platform 9 and ¾
3. The Dark Lord Lament
4. Fluffy
5. Wizard Chess
6. Problem Solving Skillz
7. Back to School
8. The Foil (Malfoy)
9. Follow the Spiders
10. Save Ginny Weasley
11. 2 Weeks to Myself
12. Gryffindor Rocks
13. The Firebolt
14. My Teacher is a Werewolf
15. The Godfather
16. The Fourth Triwizard Champion
17. The Yule Ball
18. These Days are Dark

## Formazione
- Joe DeGeorge - voce, chitarra e tastiere
- Paul DeGeorge - voce, chitarra e tastiere

## Altri componenti
- Ernie - batteria